# Björn Höcke
Björn Uwe Höcke (1 april 1972) is een Duitse politicus van Alternative for Deutschland (AfD). Nadat Andreas Kalbitz uit de AfD werd verbannen, is Höcke de enige leider van de fractie Der Flügel, die door het Bundesamt für Verfassungsschutz van de Duitse regering tot vermoedelijk extreemrechtse organisatie is verklaard. Hij is voorzitter van AfD Thüringen, eveneens geclassificeerd als een extreemrechtse organisatie.
Höcke leidde de AfD voor de eerste keer naar de eerste plaats bij de deelstaatverkiezingen van Thüringen in 2024. Het was de eerste keer sinds het nazitijdperk dat een extreemrechtse partij als eerste eindigde bij een verkiezing.

## Levensloop

### Vroege leven en opleiding
Björn Höcke werd geboren in Lünen, Westfalen. Zijn grootouders van vaderskant waren uit Oost-Pruisen verdreven Duitsers. Hij behaalde zijn diploma aan het Rhein-Wied-Gymnasium, Neuwied, in 1991.
Höcke studeerde sport en geschiedenis aan de Universiteit van Gießen en aan de Philipps-Universiteit Marburg voordat hij als docent ging werken. Hij gaf les aan de Rhenanusschool, een scholengemeenschap in Bad Sooden-Allendorf.

### Politieke carrière

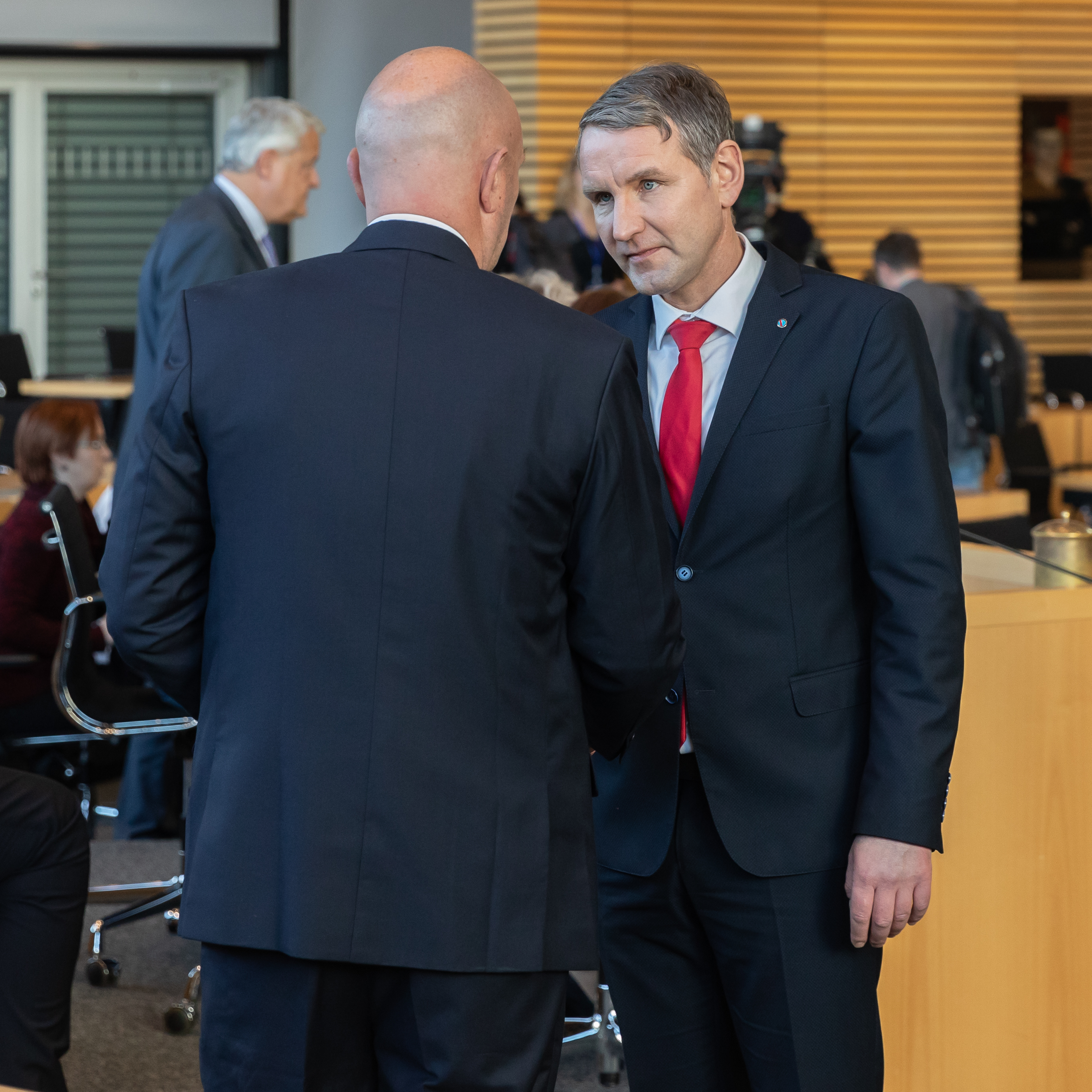
Björn Höcke feliciteert Thomas Kemmerich van de FDP met zijn verkiezing tijdens de Thüringer regeringscrisis van 2020.

In 1986 was Höcke korte tijd lid van de Junge Union, de gezamenlijke jongerenorganisatie van de CDU/CSU-coalitie.
Als een van de oprichters van AfD Thüringen werd hij na de verkiezingen van 2014 lid van de deelstaatvergadering van Thüringen. Hij is voorzitter van de parlementaire fractie van de AfD en woordvoerder van de deelstaatvereniging Thüringen (Landesverband) van zijn partij. Hij zou de leider zijn van de "nationaal-conservatieve vleugel" van de AfD, een factie die bekendstaat als de Flügel (de Vleugel), waarmee ongeveer 40 procent van de AfD-partijleden zich identificeert.
Hij was een tamelijk onbekende regionale politicus van een nieuwe partij, maar werd in juli 2015 landelijk bekend toen partijleider Bernd Lucke werd afgezet en de Europese vluchtelingencrisis van 2015 zich ontvouwde. In oktober 2015, een dag na een mesaanval op de Keulse burgemeester Henriette Reker, tijdens de politieke talkshow "Günther Jauch", overigens een populaire tv-entertainer bij het Duitse programma Who Wants to Be a Millionaire? haalde Höcke een klein Duits vlaggetje tevoorschijn en zei: "3000 jaar Europa, 1000 jaar Duitsland".
In september 2019 dreigde Höcke met "enorme consequenties" tegenover een journalist van de ZDF die weigerde een interview te hervatten na een reeks moeilijke vragen en nadat de journalist aan partijleden vroeg of verschillende citaten uit Höckes boek kwamen of uit Hitlers Mein Kampf.
Bij de deelstaatverkiezingen in Thüringen in 2019 verdubbelde de AfD, onder leiding van Höcke, haar stemmenaandeel tot 23%. Daarmee passeerde ze de grootste oppositiepartij, de Christlich Demokratische Union (CDU), en kwam op de tweede plaats.
In 2021 probeerde Jörg Meuthen, gematigde co-leider van de AfD, Höcke uit de partij te verwijderen vanwege zijn vermeende racisme, maar dat mislukte. Dit leidde ertoe dat Meuthen uiteindelijk in 2022 de partij verliet.
In november 2021 werd de parlementaire immuniteit van Höcke in de Landtag van Thüringen opgeheven. Hij werd ervan beschuldigd een toespraak in mei te hebben beëindigd met de zin Alles für Deutschland ("Alles voor Duitsland") die werd gebruikt door de Sturmabteilung van het Hitler-regime en waarvan het gebruik illegaal is volgens de insigneswetgeving. 
In juni 2023 werd Höcke officieel aangeklaagd.
Bij de verkiezingen in de deelstaat Thüringen in 2024 steeg het stemmenaandeel van de AfD, onder leiding van Höcke, naar een recordhoogte van 33%. Daarmee werd de partij de grootste partij in de deelstaat. Het is het grootste aandeel stemmen dat de partij ooit heeft behaald en de eerste keer dat AfD op de eerste plaats eindigt bij een federale deelstaatverkiezing.

## Politieke opvattingen

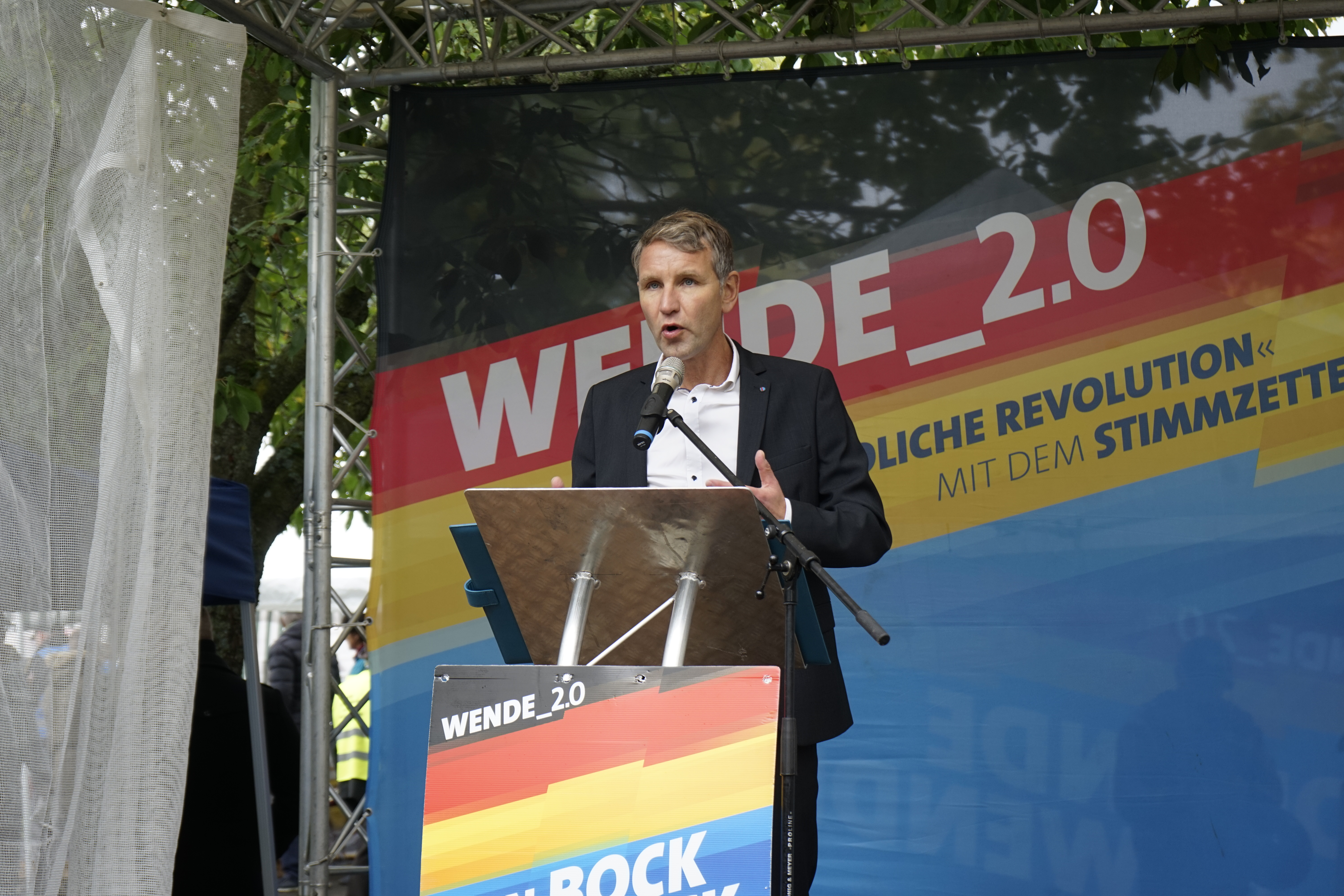
Höcke tijdens een bijeenkomst voor de deelstaatverkiezingen van 2019

Höcke omarmt extreemrechtse opvattingen. Tijdens demonstraties in het najaar van 2015 riep Höcke op dat Duitsland niet alleen een duizendjarig verleden zou hebben, maar ook een duizendjarige toekomst. Hij zou de periode van het Duitse Keizerrijk van 1871 tot 1914 later omschrijven als de bloeitijd voor het Duitse volk.
Toen Höcke nog jong was, besprak zijn familie vaak hun verdrijving uit Oost-Pruisen. Zijn grootouders brachten hem een sterk gevoel van verbondenheid met Oost-Pruisen bij, ook al heeft hij daar nooit gewoond. De familie-overlijdensadvertentie voor Höckes grootmoeder bevatte het wapen van de Landsmannschaft Ostpreußen, een organisatie voor ontheemden uit Oost-Pruisen. 
In de toespraken van Höcke wordt vaak verwezen naar de verdrijving van de Duitsers uit Oost-Pruisen aan het einde van de Tweede Wereldoorlog, wat erop duidt dat deze ervaring van zijn grootouders zijn visie op de Duitse identiteit en het slachtofferschap heeft beïnvloed. 
Zijn vader was geabonneerd op het antisemitische tijdschrift Die Bauernschaft, uitgegeven door de vooraanstaande Holocaustontkenner Thies Christophersen, en steunde personen en groepen met banden met extreemrechtse groeperingen. Dit suggereert dat Höcke al op jonge leeftijd werd blootgesteld aan rechtse ideologieën.
Höcke heeft gesteld dat "het grote probleem is dat men Hitler als absoluut slecht afschildert." Hij is van mening dat de Duitsers het recht op nationale trots en expressie is ontnomen vanwege de geschiedenis van hun land. Hij stelt zich vragen bij de hoeveelheid tijd die Duitse scholen besteden aan het onderwijzen van leerlingen over nazi's. Hij heeft het Holocaustmonument in Berlijn een ‘monument van schande’ genoemd en wil een "180 graden verandering in het herdenkingsbeleid".
Höcke heeft de term "Lebensraum" gebruikt, die door de nazi’s werd gebruikt om te verwijzen naar territoriale expansie, en hij heeft zich afgevraagd waarom deze uitdrukking door het Duitse publiek wordt afgekeurd. Hij gebruikte ook de term "Tat-Elite", een woord dat SS-officieren gebruikten om naar zichzelf te verwijzen. Hij noemde de functionarissen van voormalig bondskanselier Angela Merkel een "Tat-Elite". "
Politieke wetenschappers zoals Gero Neugebauer en Hajo Funke hebben opgemerkt dat de opvattingen van Höcke dicht bij die van de Nationaal-Democratische Partij van Duitsland liggen en beschouwen zijn uitspraken als völkisch, racistisch en fascistisch.
In september 2019 oordeelde een Duitse rechtbank dat het beschrijven van Höcke als fascist geen laster was. Een latere uitspraak van de rechtbank in 2020 was echter gericht tegen de FDP-politicus Sebastian Czaja, omdat deze had gesteld dat de rechtbank Höcke als fascist had geclassificeerd. 
Hij nam begin jaren twintig deel aan verschillende bijeenkomsten van de anti-islambeweging Pegida, samen met Andreas Kalbitz.
Höcke heeft publiekelijk zijn steun uitgesproken voor het extreemrechtse ecologische tijdschrift Die Kehre (De Wending), dat sinds 2020 wordt uitgegeven in een poging om het milieubehoud van links te "heroveren".

### Onderwijs
Hij verzet zich tegen de mainstreaming van leerlingen met een beperking en roept op om zulke leerlingen naar aparte scholen te sturen. Ook verzet hij zich tegen seksuele voorlichting op school, die hij beschouwt als "vroege seksualisering van de leerlingen". Hij wil "de ontbinding van de natuurlijke polariteit van de twee seksen stoppen".

### Familie
Höcke heeft opgeroepen tot meer Pruisische deugden en promoot natalistische opvattingen, met name het "drie-kinderen-gezin als politiek en sociaal model". Hij verzet zich tegen gender mainstreaming en eist een einde aan wat hij "sociale experimenten" noemt, die ondermijnen wat hij de ‘natuurlijke genderorde’ noemt.

### Buitenlandse zaken
Höcke is voorstander van nauwere betrekkingen met Rusland. Hij zei ooit dat als hij ooit bondskanselier van Duitsland zou worden, hij tijdens zijn eerste buitenlandse reis Rusland zou bezoeken. In een videodebat in januari 2023 zei Höcke: "Rusland is vandaag de dag — of de reguliere media het nu willen horen of niet — een land dat niet alleen negatieve associaties oproept, maar ook een land dat hoopt dat het mogelijk een pionier kan zijn voor een wereld van vrije en soevereine staten zonder hegemonische invloed".

### Immigratie
Wat de Europese migratiecrisis betreft, verzet Höcke zich tegen de Duitse asielpolitiek, en nam deel aan demonstraties gericht tegen deze politiek. Hij is een tegenstander van de euro, en verkiest een terugkeer naar nationale munten.
Er wordt gezegd dat hij heeft verklaard dat als Europa immigranten blijft opnemen, het Afrikaanse ‘voortplantingsgedrag’ niet zal veranderen. In 2017 verklaarde Höcke: "Beste jonge Afrikaanse mannen: voor jullie is er geen toekomst en geen thuis in Duitsland en in Europa!"

### Beschuldigingen van antisemitisme

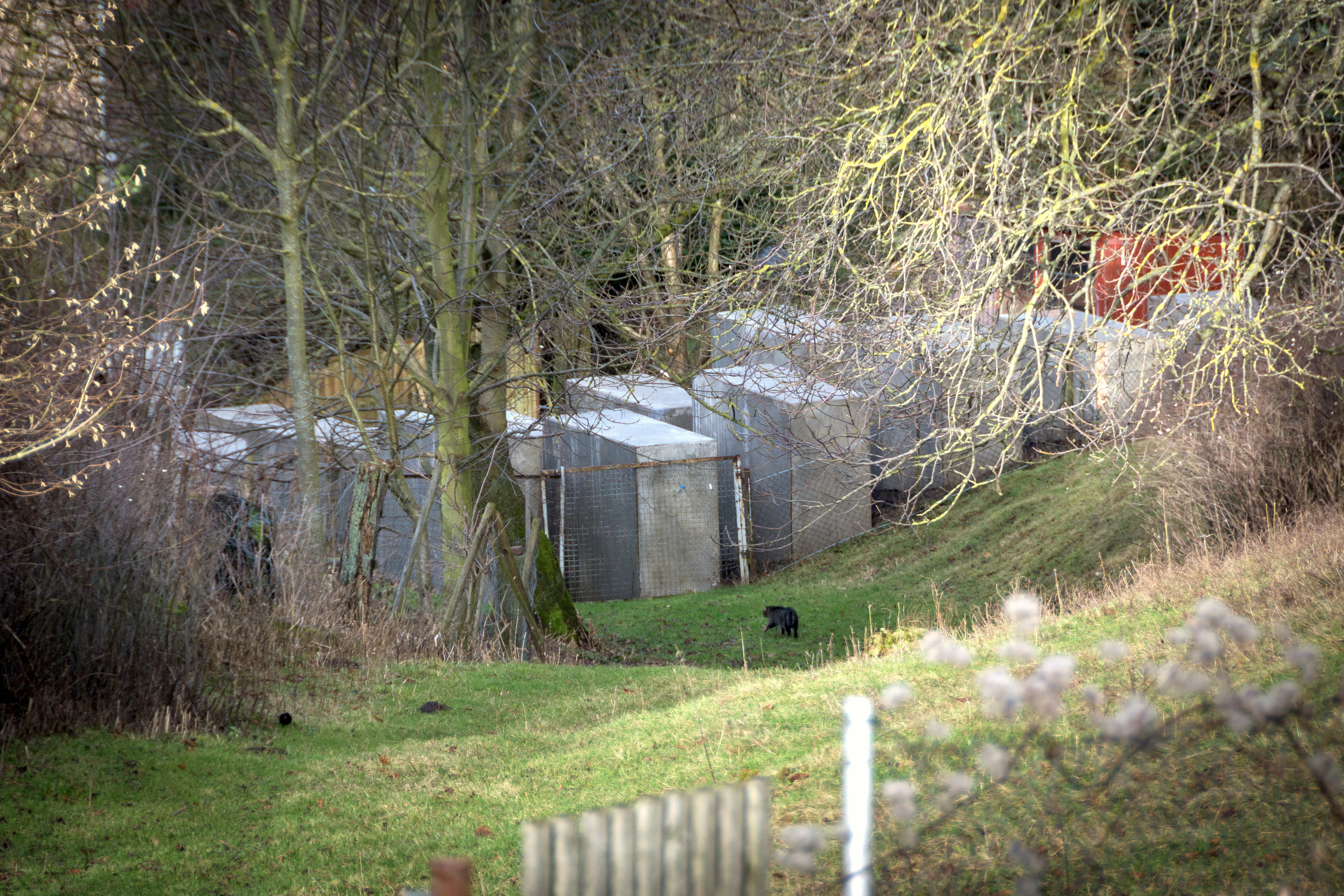
Op het terrein grenzend aan Höckes eigendom werd een replica van het Holocaustmonument opgericht.